# Camarines Sur

Camarines Surs läge i Filippinerna

Camarines Sur är en provins i Filippinerna. Den är belägen i Bikolregionen och har 1 952 544 invånare (2015) på en yta av 5 267 km². Administrativ huvudort är Pili.
Provinsen är indelad i 35 kommuner och 2 städer. Större städer och orter är Iriga City, Naga City och Pili.